# Tel Aviv Open 1981
Il Tel Aviv Open 1981 è stato un torneo di tennis giocato sul cemento. È stata la 3ª edizione del torneo, che fa parte del Volvo Grand Prix 1981. Si è giocato al Israel Tennis Centers di Ramat HaSharon vicino a Tel Aviv in Israele dal 5 al 12 ottobre 1981.

## Campioni

### Singolare maschile
Mel Purcell ha battuto in finale  Per Hjertquist con il punteggio di 6–1, 6–1

### Doppio maschile
Steve Meister /  Van Winitsky hanno battuto in finale  John Feaver /  Steve Krulevitz con il punteggio di 3–6, 6–3, 6–3